# Aclerda wiltshirei
Aclerda wiltshirei är en insektsart som beskrevs av Bodenheimer 1944. Aclerda wiltshirei ingår i släktet Aclerda och familjen Aclerdidae.
Artens utbredningsområde är Irak. Inga underarter finns listade i Catalogue of Life.